# جکی سندلر
 جکی سندلر (انگلیسی: Jackie Sandler؛ زادهٔ ۲۴ سپتامبر ۱۹۷۴) یک هنرپیشه اهل ایالات متحده آمریکا است. وی از سال ۱۹۹۹ میلادی تاکنون مشغول فعالیت بوده‌است.
از فیلم‌ها یا برنامه‌های تلویزیونی که وی در آن نقش داشته است می‌توان به بالغ‌ها ۲ اشاره کرد.